# Cidaphus indianensis
Cidaphus indianensis är en stekelart som beskrevs av Lee 1991. Cidaphus indianensis ingår i släktet Cidaphus och familjen brokparasitsteklar. Inga underarter finns listade i Catalogue of Life.